# Тобол
Тобо́л (на казахски: Тобыл; на руски: Тобол) е голяма река в Азия, протичаща на територията на Казахстан (501 km, Костанайска област) и Русия (1 090 km, Оренбургска, Курганска и Тюменска област) с дължина 1591 km, ляв приток на Иртиш. Дължината на реката на територията на Русия е 1 090 km, която ѝ отрежда 41-во място по дължина сред реките на Русия. Река Тобол е най-пълноводният приток на Иртиш и втори по дължина след Ишим.

## Географска характеристика
Река Тобол се образува от сливането на реките Бозбие (35 km, лява съставяща) и Кокпектисай (37 km, дясна съставяща), водещи началото си от западната част на Тургайското плато, на 273 m н.в., на границата между Русия (Оренбургска област) и Казахстан (Костанайска област), на 10 km западно от село Тоболски, Оренбургска област.
Първите 46 km реката има източно направление и протича по границата между двете държави, след което завива на север-североизток и изцяло навлиза на територията на Казахстан, Костанайска област. Оттук до устието си Тобол следва това генерално направление – север-североизток. В горното си течение (до град Рудний, Костанайска област) Тобол тече в сравнително тясна и дълбока долина през Тургайското плато с високи десни (западни) склонове и по-ниски леви (източни), тъй като в този участък реката протича по ясно изразен разлом в земната кора, разделящ Курганската синклинала (хлътнатина) на запад от Тоболо-Убаганската антиклинала (издутина) на изток.
След град Рудний реката излиза от хълмистите райони на Тургайското плато и навлиза в югозападната част на Западносибирската равнина. Тук долината ѝ става широка, появява се обширна заливна тераса, по която Тобол силно меандрира като образува стотици старици, протоци, малки езера и малки острови. След град Курган долината ѝ става много широка без видими склонове, с бавно и мудно течение. Влива се отляво в река Иртиш при неговия 643 km, на 33 m н.в., при град Тоболск, Тюменска област

### Водосборен басейн, притоци

#### Водосборен басейн
Водосборният басейн на река Тобол обхваща площ от 426 хил. km2, което представлява 25,93% от водосборния басейн на река Иртиш. Близо 15% от водосборния му басейн 62 хил. km2 в югоизточната част представляват безотточни райони. Водосборния басейн обхваща югозападните части на Западносибирската равнина, голяма част на Тургайското плато и източните склонове на Южен, Среден и Северен Урал. Басейнът на реката се отличава с разнообразни физикогеографски условия: от степи на юг до тайга на север, стотици квадратни километри блата и обширни безотточни райони, осеяни с множество пресноводни и засолени езера. Във водосборния басейн на реката има около 20 хил. малки езера с обща площ от 9 хил. km2.
Във водосборния басейн на реката попадат части от териториите на 2 държави:
- Казахстан – Костанайска област;
- Русия – Република Башкортостан, Курганска област, Пермски край, Оренбургска, Свердловска, Тюменска и Челябинска област.

Границите на водосборния басейн на реката са следните:
- на изток – водосборните басейни на реките Вагай и Ишим, леви притоци на Иртиш;
- на юг – водосборния басейн на река Тургай, губеща се в северната част на Туранската низина;
- на югозапад – водосборния басейн на река Урал, вливаща се в Каспийско море;
- на запад – водосборния басейн на река Волга, вливаща се в Каспийско море;.
- на север и североизток – водосборните басейни на реките Северна Сосва, ляв приток на Об, Конда и Носка леви притоци на Иртиш.

#### Притоци
Река Тобол получава множество, предимно леви притоци, водещи началото си от планината Урал. 13 от тези притоци са с дължина над 100 km:
- 1418 → Синтащи 152* / 5100*, на 3 km югозападно от село Шукубай, Костанайска област, Казахстан
- 1257 → Аят 292* / 13 300*, в Каратомарското водохранилище, при село село Шукубай, Костанайска област, Казахстан
- 994 → Уй 462* / 34 400*, на 5 km североизточно от село Уст Уйское, Курганска област, Русия
- 909 ← Убаган 376* / 50 700, на 4 km западно от село Украинец, Курганска област, Русия
- 816 → Куртамиш 124 / 2350, при село Зекулово, Курганска област, Русия
- 746 → Юргамиш 132 / 3340, при село Бараба, Курганска област, Русия
- 579 ← Суер 134 / 10 600, при село Уст Суерское, Курганска област, Русия
- 526 ← Емуртла 106 / 3430, при село Новая Шадрина, Тюменска област, Русия
- 437 → Исет 606 / 58 900, при село Памятное, Тюменска област, Русия
- 278 ← Тап 189 / 2580, при село Юртобор, Тюменска област, Русия
- 260 → Тура 1030 / 80 400, при село Карбани, Тюменска област, Русия
- 184 → Иска 210 / 2800, при село Шпалозаводски, Тюменска област, Русия
- 116 → Тавда 719 / 88 100, при село Бачелино, Тюменска област, Русия

### Хидроложки показатели
Подхранването на река Тобол е предимно снежно, като в долното течение нараства делът на дъждовното подхранване. Пълноводието продължава от първата половина на април до средата на юни в горното течение и до началото на август в долното течение Среден годишен отток в горното течение, на 898 km от устието 26,2 m3/s (максимален 348 m3/s), в устието 805 m3/s (максимален 6350 m3/s). Средна мътност 260 g/m3. Годишно реката донася в устието си 1600 хил. т. наноси. В долното течение замръзва в края на октомври или началото на ноември, а в горното през ноември. Размразява през през втората половина на април или първата половина на май.

## Селища
По течението на Иртиш са разположени стотици населени места, в т.ч. 5 града, 2 селища от градски тип и 6 села – районни центрове:
- Казахстан

Костанайска област – градове: Лисаковск, Рудний и Костанай; посьолки: Октябърский и Затоболск (районен център); село Орджоникидзе (районен център)
- Русия

Курганска област – град Курган; села районни центрове: Звериноголовское, Глядянское, Кетово и Белозерское
Тюменска област – град Ялуторовск; село Щетково (районен център)

## Стопанско значение
В горното течение на Тобол, в Казахстан са изградени две водохранилища: Горнотоболско и Каратомарско, водите на които се използват за водоснабдяване на околните селища, напояване на земеделските земи в долината ѝ и регулират оттока на реката.
Река Тобол има и важно транспортно значение. Тя е плавателна на 437 km от устието си. По нея и по нейните големи леви притоци се спускат огромни количества дървен материал, които в град Тоболск се товарят на кораби и се транспортират надолу по Иртиш и Об.